# Dietrich Müller-Doblies
Dietrich Muller-Doblies (1938 - ) é uma taxônoma de plantas de nacionalidade alemã .
Os grupos de plantas do seu interesse são as Bryophytas, Spermatophytas, as Monocotiledóneas, Amaryllidaceae, Colchicaceae e Hyacinthaceae.
Desenvolve suas atividades científicas no herbário da Technische Universität, em Berlim, chegando a ser diretora

## Algumas publicações
- Neinhuis, C; U Muller-Doblies, D Muller-Doblies. 1996. Psammophora and other sand-coated plants from southern Africa. In: Feddes repertorium. - vol. 107
- Weichhardt-Kulessa, K; T Börner, J Schmitz, U Müller-Doblies, D Müller-Doblies. 2000. Controversial taxonomy of Strumariinae (Amaryllidaceae) investigated by nuclear rDNA (ITS) sequences. Plant Systematics and Evolution (Ausgabe 00004/2000)
- Participou em capítulos do livro de Redouté, PJ (1759-1840). The lilies. Taschen, Köln, Alemania. 2000 (1 Vol.) (en, fr, al).